# São Paio de Seide
São Paio de Seide (oficialmente, Seide (São Paio)) foi uma freguesia portuguesa do Município de Vila Nova de Famalicão, que tinha 1,35 km² de área e 371 habitantes (2011), e, por isso, uma densidade populacional de 274,8 hab/km².
Foi extinta (agregada) pela reorganização administrativa de 2012/2013, sendo o seu território integrado na freguesia de Seide.

## População
| População da Freguesia de Seide (São Paio) | População da Freguesia de Seide (São Paio) | População da Freguesia de Seide (São Paio) | População da Freguesia de Seide (São Paio) | População da Freguesia de Seide (São Paio) | População da Freguesia de Seide (São Paio) | População da Freguesia de Seide (São Paio) | População da Freguesia de Seide (São Paio) | População da Freguesia de Seide (São Paio) | População da Freguesia de Seide (São Paio) | População da Freguesia de Seide (São Paio) | População da Freguesia de Seide (São Paio) | População da Freguesia de Seide (São Paio) | População da Freguesia de Seide (São Paio) | População da Freguesia de Seide (São Paio) |
| ------------------------------------------ | ------------------------------------------ | ------------------------------------------ | ------------------------------------------ | ------------------------------------------ | ------------------------------------------ | ------------------------------------------ | ------------------------------------------ | ------------------------------------------ | ------------------------------------------ | ------------------------------------------ | ------------------------------------------ | ------------------------------------------ | ------------------------------------------ | ------------------------------------------ |
| 1864                                       | 1878                                       | 1890                                       | 1900                                       | 1911                                       | 1920                                       | 1930                                       | 1940                                       | 1950                                       | 1960                                       | 1970                                       | 1981                                       | 1991                                       | 2001                                       | 2011                                       |
| 252                                        | 266                                        | 285                                        | 282                                        | 297                                        | 298                                        | 324                                        | 337                                        | 362                                        | 392                                        | 393                                        | 500                                        | 437                                        | 381                                        | 371                                        |